# Gardaland

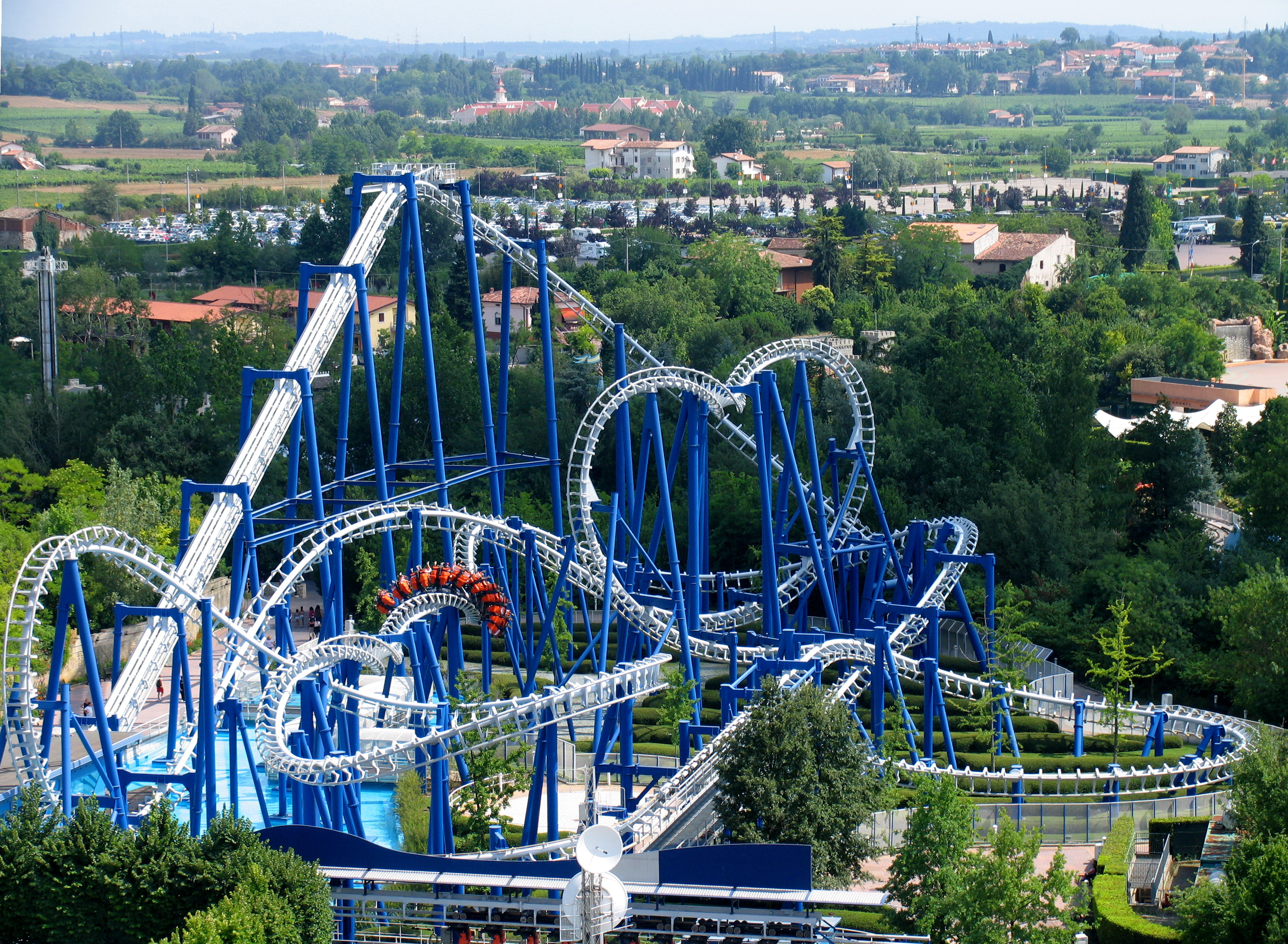
De achtbaan "Blue Tornado".

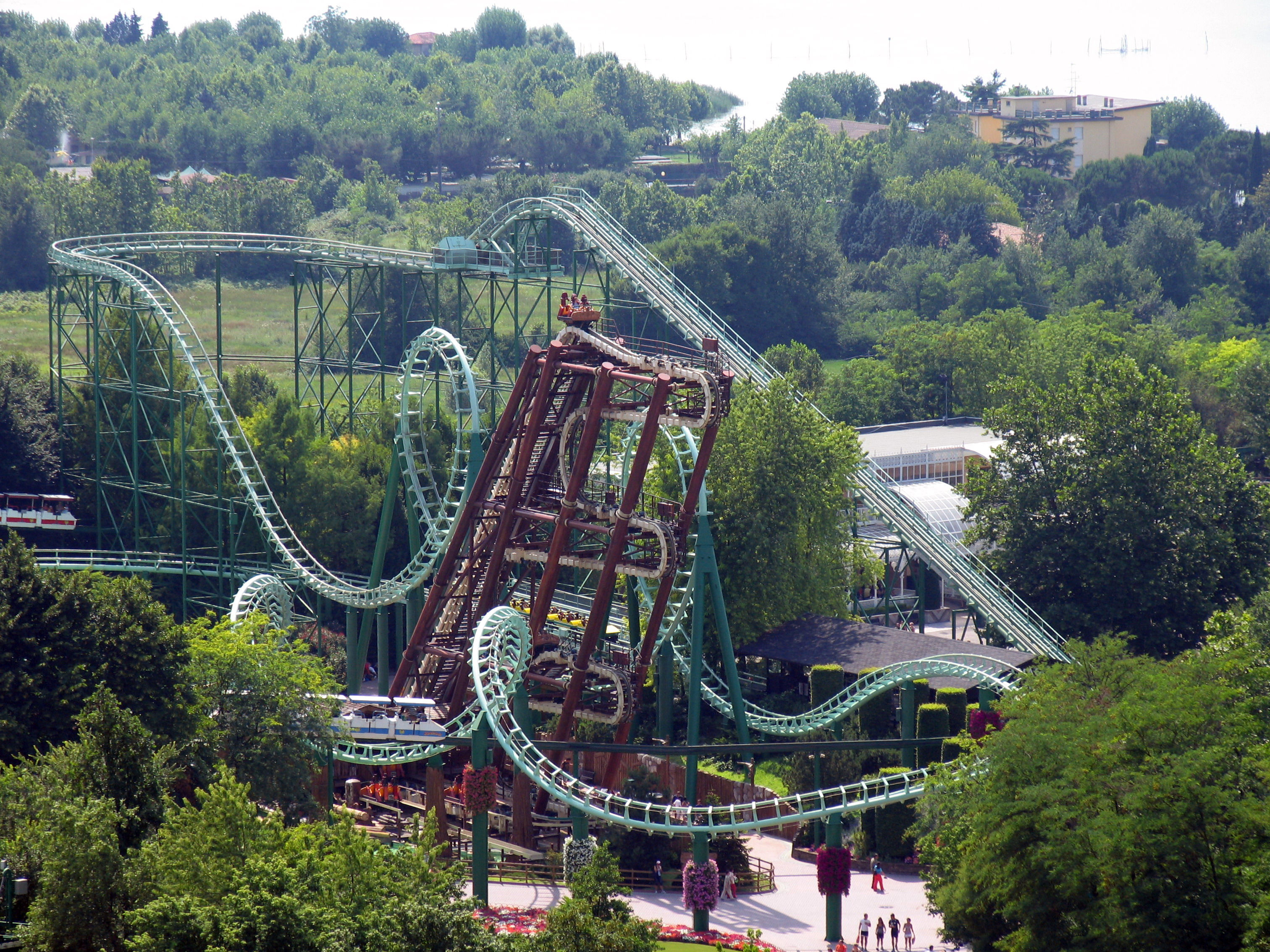
De Magic Mountain en Sequoia Adventure.

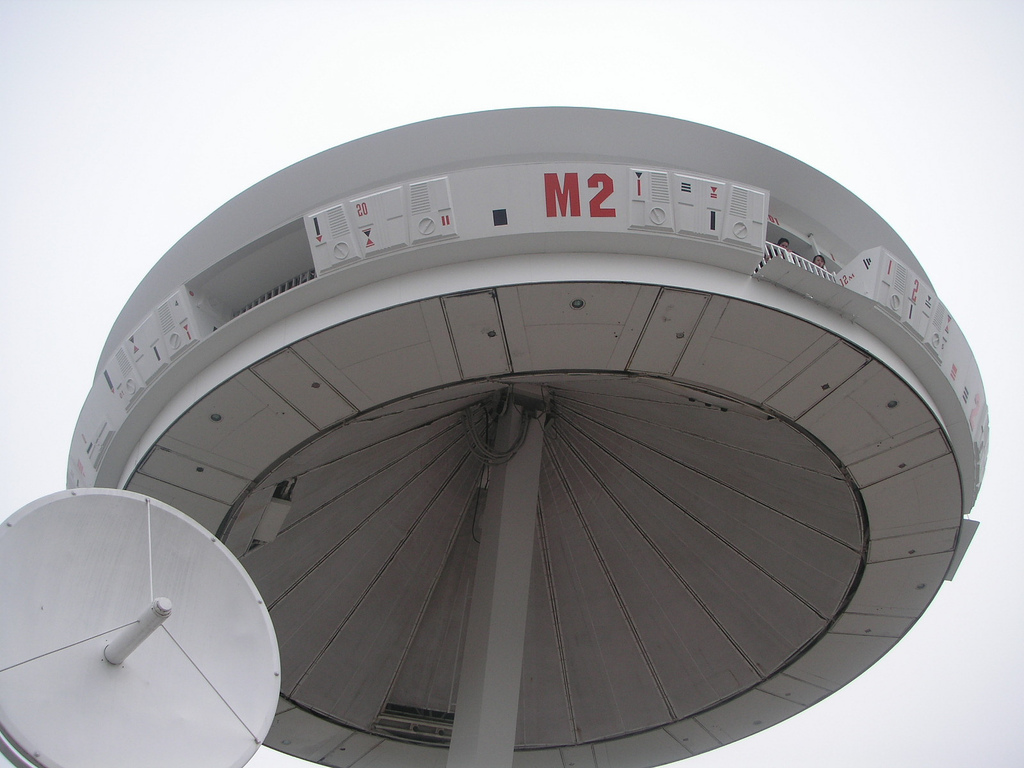
Flying Island.

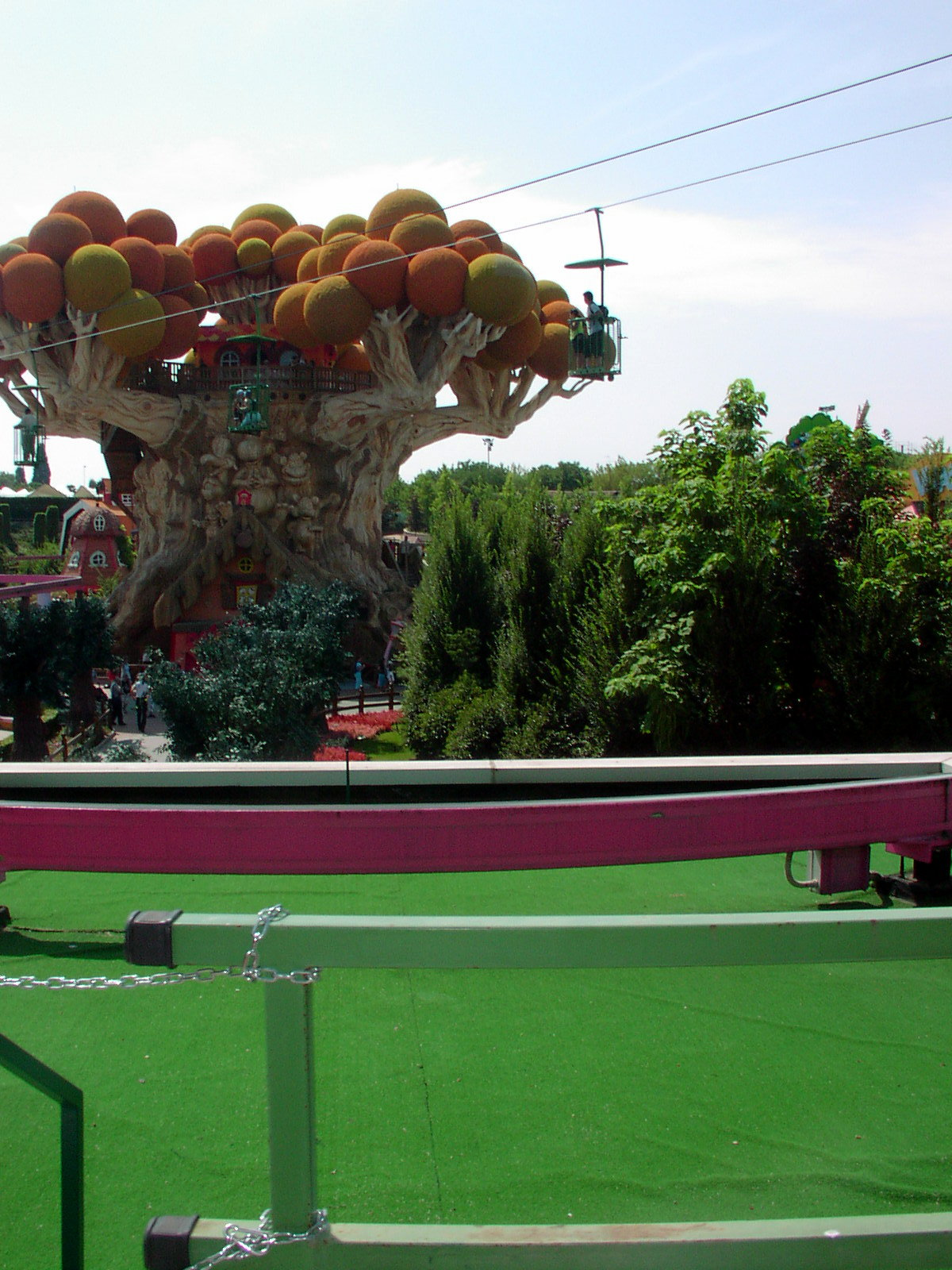
Prezzemolo's boomhut.

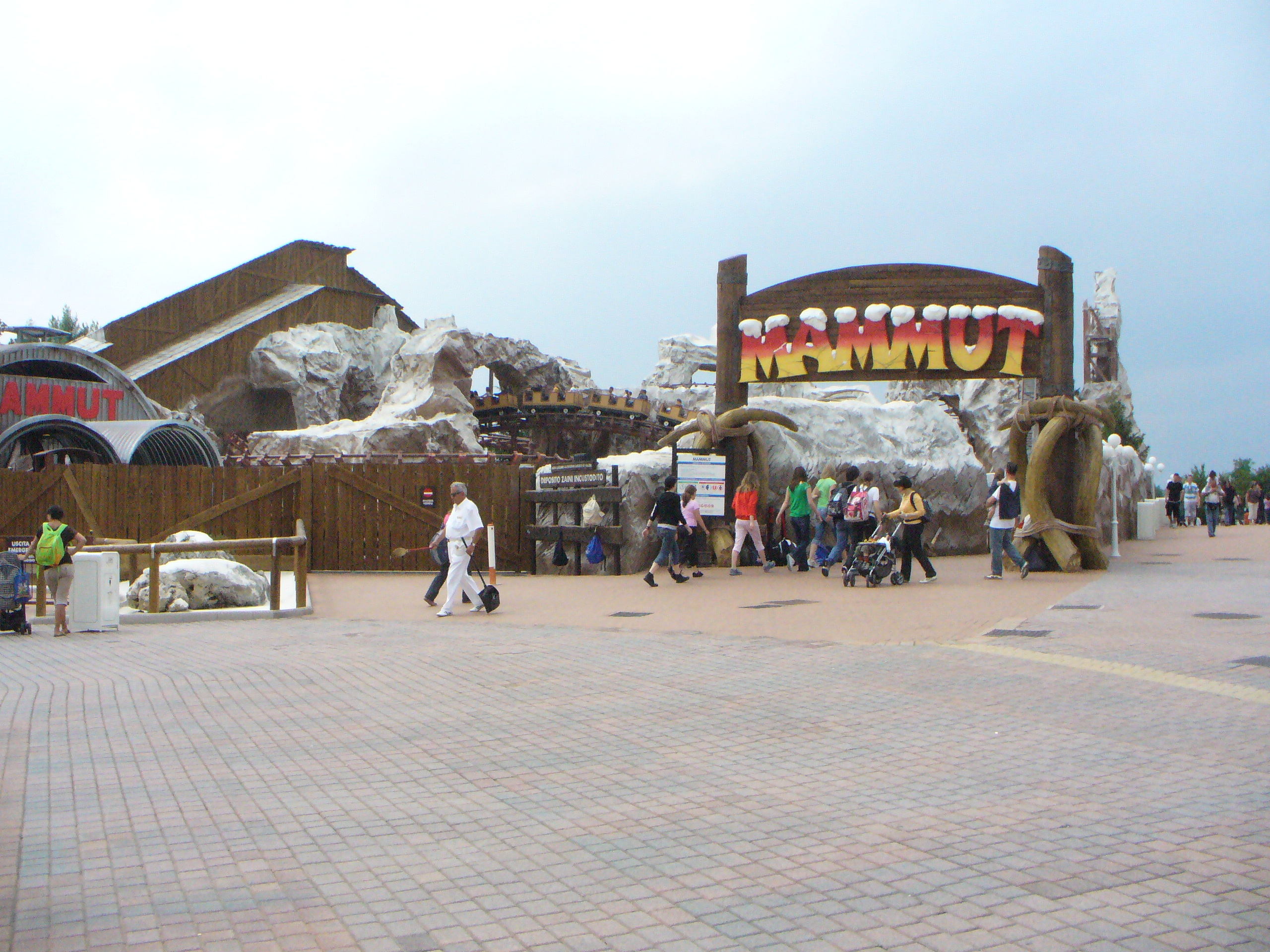
Mammut.

Gardaland is een resort bij Castelnuovo del Garda aan het Gardameer (Italië). Het attractiepark werd geopend in juli 1975 en is sindsdien, met meer dan 2,5 miljoen bezoekers per jaar, uitgegroeid tot het grootste en populairste attractiepark in Italië. In juni 2008 opende naast het pretpark een Sea Life-vestiging en in 2021 opende ín het pretpark het eerste Legoland Waterpark van Europa
Behalve het themapark bevinden zich op het terrein van eigenaar Gardaland S.p.A. ook het sprookjesachtige Gardaland Hotel en vanaf 2006 een theater waar Broadwaymusicals worden opgevoerd. 
Vlak bij Gardaland ligt Canevaworld, een pretpark-resort met onder meer een filmthemapark (Movieland Park) en een waterpark.

## Attracties
Van de circa vijftig attracties in het park zijn Jumanji - The Adventure, Kung Fu Panda Master, Fuga da Atlantide, Mammut, Raptor, Blue Tornado en Oblivion: The Black Hole het populairst bij het publiek.
Bovendien bevat het 55 hectare grote park een groot kinderthemaland met de naam "Fantasy Kingdom" dat draait om parkmascotte Prezzemolo. Verder zijn er nog 4 andere themagebieden; Rio Bravo, Kung Fu Panda Academy, Peppa Pig Land en Prezzemolo Land.

### Lijst van attracties
- Ramses il risveglio (2009), een interactieve darkride in het gebouw van de vroegere La Valle dei Re. De bezoekers moeten op doelen richten met een laserpistool in het decor.
- Kung Fu Panda Master (2016), een draaiend wildemuisachtbaan van Fabbri.
- I Corsari (1992), ook dit is een darkride, ditmaal door de wereld van de piraten. Bijzonder aan deze attractie is dat I Corsari onder de grond is gebouwd.
- Mammut (2008), een stalen achtbaan van Vekoma gebouwd in Noordpoolsfeer.
- Jungle Rapids (1999), een Rapid river.
- Fuga da Atlantide (2003), deze "Vlucht uit Atlantis" is een waterattractie, waarbij een boot een parcours over een rivier aflegt. Hierbij is er veel aandacht besteed aan de thematisering.
- Time Voyagers (2007), een bioscoop met special effects. Zoals de naam al doet vermoeden maakt men in deze attractie een tijdreis.
- Flying Island (2000), een uitzichttoren van Intamin, die qua werking hetzelfde is als de Pagode in de Efteling. Flying Island ziet eruit als een UFO.
- Kaffeetassen (1993), bij deze theekopjesattractie neemt men plaats in lege theekopjes die rustig rond draaien.
- SuperBaby, dit is een draaimolen.
- Peter Pan (1988), een Himalaya ride; een draaimolen, waarbij de wagentjes in een cirkelbaan vooruit, en soms ook achteruit, rijden. Deze attractie lijkt wel wat op een enterprise.
- Monorotaia (1989), een monorail.
- Volaplano, (2001), deze (kinder)attractie is ook een soort monorail, maar dan met vliegtuigjes.
- L'Albero di Prezzemolo (2002), een boom met daarin het huis van mascotte Prezzemolo. Er is een trap om het huis te bereiken.
- Doremifarm (2001), een rondritje over een boerderij.
- Funny Express (2001), bij deze attractie legt men in een treintje een parcours af.
- Giostra Cavalli (1988), een carrousel, waarbij men op de rug van een paard zit.
- TransGardaland Express (1975), een trein die rond het park gaat.
- Baby Corsaro (2001), een reuzenrad met piratenschepen.
- Baby Pilota (2001), een soort draaimolen met vliegtuigjes, deze vliegtuigjes gaan vooruit en op en neer.
- Rio Bravo (1975), een nagebouwd stadje uit het Wilde Westen.
- Souk Arabo (1986), een Arabische markt.
- Ikarus (1989), een Condor van HUSS.
- Blue Tornado (1998), een omgekeerde achtbaan gebouwd door Vekoma.
- Space Vertigo (1998), een vrije val van een hoogte van 40 meter.
- OrtoBruco Tour (1993), een kinderachtbaan.
- Shaman (1985), een stalen achtbaan van Vekoma met 4 inversies. Deze achtbaan is een exacte kopie van de (eerder gebouwde) Python in De Efteling. In 2017 werd er VR aan deze achtbaan toegevoegd en is het thema van de achtbaan daaraan aangepast. In 2018 werden de VR-brillen echter alweer weggehaald.
- Colorado Boat (1985), een boomstamattractie.
- Mowgli's 4D Jungle Adventure (1990), een bioscoop waar 3D-films worden getoond, terwijl de banken meebewegen. Om de paar jaar wordt er een andere film getoond. De attractie was oorspronkelijk gemaakt in Dinosauriërs-stijl, omdat de attractie vroeger een film over Dinosauriërs draaide.
- Saltomatto (2001), dit is een "Frog Hopper"; een vrijevaltorentje voor kinderen.
- Magic House (2002), dit is een madhouse. Hierbij wordt de illusie gewekt dat men over de kop gaat. In deze onder de grond gelegen attractie heeft Prezzemolo een prominente rol.
- Raptor (2011), een achtbaan van Bolliger & Mabillard, dit is het paradepaardje van het park.
- Oblivion: The Black Hole (2015), een stalen duikachtbaan van Bolliger & Mabillard
- Jumanji - the Adventure (2022), een darkride gethematiseerd naar Jumanji: Welcome to the Jungle. Is gebouwd in het gebouw van de voormalige Ramses Il Risveglio.
- Jumanji The Labyrinth (2023), een doolhof

## Verdwenen Attracties
- La Valle dei Re (1987 tot 2008), een darkride met als thema het Oude Egypte. Deze Darkride zat vroeger in het gebouw van Ramses il risveglio. Ramses il risveglio gebruikt nog hetzelfde ritsysteem als La Valle dei Re, maar er zijn pistolen, doelen en decor toegevoegd aan de attractie.
- Jambore, een HUSS Park Attractions Rainbow.
- Prezzemolo Tour (1986 t/m 1989), een aangedreven achtbaan van Zamperla.
- Zyclone (gesloten in 1991), een Schwarzkopf-achtbaan met een elektrische spiraallift.
- Canyons, een rondrit door een mijn.
- Panoramic Tour, een Kabelbaan.
- Palablu (1997 tot 2013), een dolfijnenshow.[2]
- Top Spin (1993 t/m 2015), een topspin. Men zit in een bakje dat vooruit, achteruit en over de kop draait.
- Sequoia Adventure (2005 tot 2017), deze achtbaan is een Screaming Squirrel van S&S Power, waarin men veel ondersteboven hangt. Deze attractie is een van de bekendste van Gardaland, vooral vanwege de opmerkelijke lay-out. De achtbaan sloot vanwege technische problemen.
- Ramses il risveglio (2009 t/m 2021), een interactieve darkride in het gebouw van de vroegere La Valle dei Re. De bezoekers moeten op doelen richten met een laserpistool in het decor.

## Mascotte
De mascotte van Gardaland heet Prezzemolo. Prezzemolo is een soort draak met rood haar en een blauwe strik. Hij woont in een boomhut (l'Arbero di Prezzemolo) in Fantasy Kingdom en heeft vele vrienden.

## Prijzen
Het park kreeg in 2007 een prijs van ThemeParkVision (een Nederlandstalige pretparksite) voor het park met de beste waterattractie, namelijk de Fuga da Atlantide.